# Wynurt lśniący
Wynurt lśniący, wynurt (Ceruchus chrysomelinus) – chrząszcz z rodziny jelonkowatych, zasiedlający stare lasy świerkowe i jodłowe, rzadziej lasy mieszane.

## Wygląd

### Imago
Chrząszcz długości 11–18 mm. Ciało błyszczące i metaliczne czarne, głowa szeroka, żuwaczki duże i wysunięte do przodu. Przedplecze krótkie, szerokie, tarczka trójkątna. Pokrywy z ząbkami barkowymi, punktowane. Chrząszcza cechuje wyraźny dymorfizm płciowy. Samce mają silnie rozwinięte żuwaczki, przy czym długość żuwaczek jest większa od długości głowy, występuje również duża zmienność wielkości i długości żuwaczek, kształtu głowy i przedplecza.

### Larwa
Ciało larwy jest wygięte w kształcie litery „C”, w końcowej części rozszerzone i pokryte krótkim, odstającym owłosieniem. Ubarwienie: białe do kremowego. Głowa zaopatrzona w masywne żuwaczki do rozdrabniania części pokarmu. Na głowie larwy znajdują się członowe czułki. Ich końcowy człon jest przekształcony w narząd czuciowy zwany stożkiem czuciowym. Oczu złożonych brak.
Często na jednym stanowisku spotyka się duże samce ok. 2 cm długości i drobne ok. 1 cm długości z żuwaczkami nieznacznie wydłużonymi. Różnorodność ta spowodowana jest pokarmem jakim odżywiały się larwy. Jeżeli próchno drewna, którym odżywiały się larwy, było zbyt suche i miało postać humusu, powstały wówczas tzw. postacie głodowe, o wiele mniejsze i słabsze niż normalne osobniki.

## Rozmnażanie
Owady roją się w okresie od czerwca do sierpnia. Samica składa jaja w starych próchniejących drzewach. Larwa wynurta ma postać pędraka, żyje w zmurszałym drewnie, żywiąc się szczątkami organicznymi, nie wyrządzając większych szkód. Cykl rozwojowy larwy może trwać od trzech do pięciu lat średnio trwa 4 lata. Po tym okresie przepoczwarza się. Stadium poczwarki trwa zaledwie parę tygodni, lecz już w pełni wykształcone chrząszcze pojawiają następnej wiosny. Dorosłe osobniki prowadzą skryty tryb życia, odżywiają się wypływającym sokiem ze zranionych drzew. Larwy rozwijają się i odżywiają w próchniejącym drewnie jodeł i świerków, rzadziej buków, dębów i brzóz najczęściej w gnijących grubych pniach.

## Naturalni wrogowie
Dzięcioły, mrówki, larwy i postacie dojrzałe niektórych chrząszczy z rodziny przekraskowatych, pasożytnicze błonkówki.

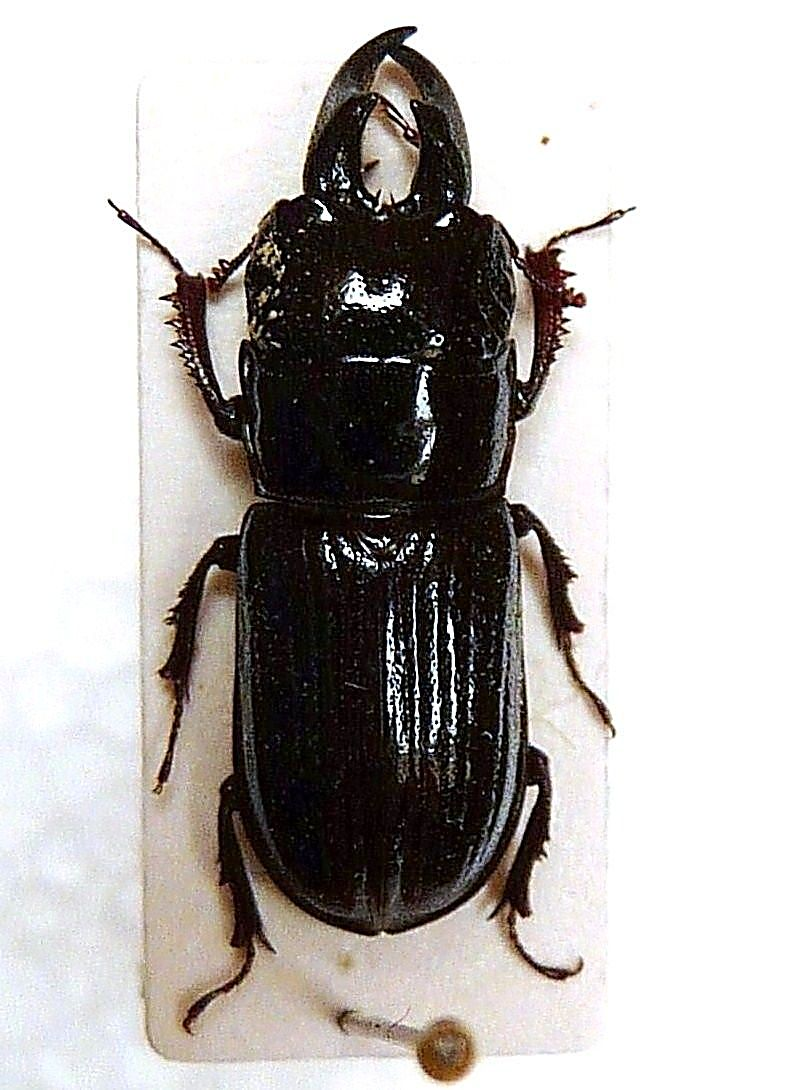
Samiec

## Zasięg występowania
Gatunek zamieszkuje zalesione obszary Europy i zachodniej Syberii, ale nigdzie nie jest liczny. W Polsce występuje w górach i na pogórzu w drzewostanach reglowych oraz w starych lasach Białowieży.

## Ochrona
Gatunek objęty jest częściową ochroną gatunkową. Przyczyną wymierania wynurta jest ciągłe zmniejszanie się areałów starodrzewia.